# Лочич
Лочич (словен. Ločič) — поселення в общині Трновська Вас, Подравський регіон‎, Словенія.